# 스타필로코커스 아그네티스
스타필로코커스 아그네티스(Staphylococcus agnetis)는 포도상구균(Staphylococcus)에 속하는 그람 양성, 응고효소 가변성 구성원이다. 이 종의 균주는 원래 유방염이 있는 소의 젖과 유두에서 분리되었다. 이 종이 인간을 감염시키는지는 알려져 있지 않다.
S. agnetis 분리균주 CBMRN 20813338의 게놈이 시퀀싱되었으며 35.79%의 GC 함량과 함께 길이가 2.4 kb 인 것으로 알려져있다.